# Gro Espeseth
Gro Espeseth, née le 30 octobre 1972 à Stord, est une footballeuse norvégienne, jouant au poste de défenseur central.

## Biographie
Elle est internationale norvégienne de 1991 à 2000 à 105 reprises pour 9 buts. Elle participe aux éditions 1991 (finaliste) et 1995 (vainqueur) de la Coupe du monde et aux éditions 1996 (médaille de bronze) et 2000 (médaille d'or) des Jeux olympiques.